# Gas Gas
GasGas – hiszpańskie przedsiębiorstwo produkujące motocykle, 

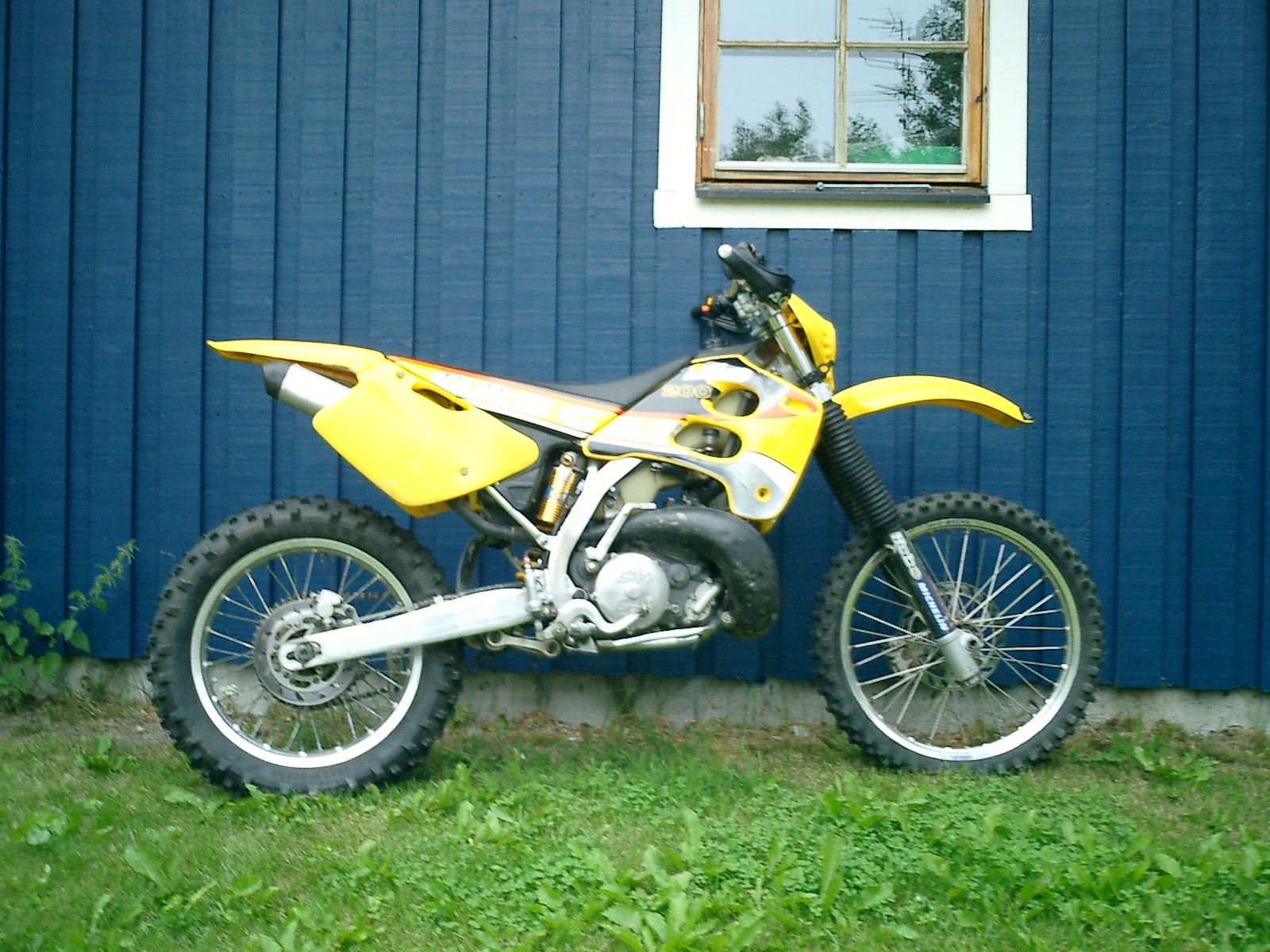
2000 Gas Gas EC 200, motocykl enduro
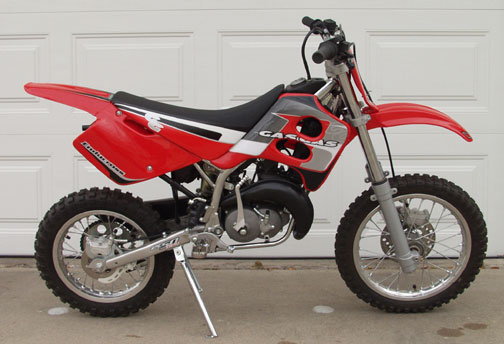
2003 Gas Gas EC50Boy
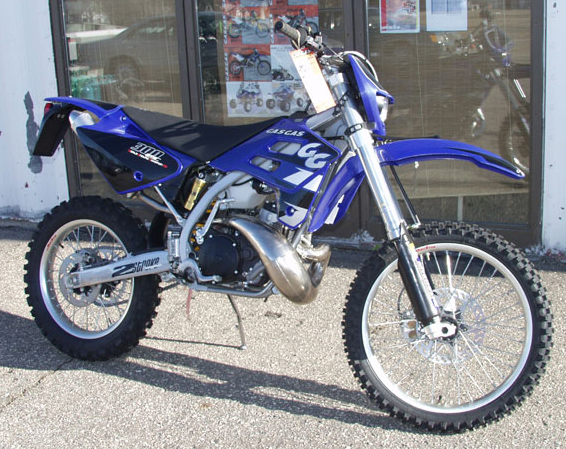
2004 Gas Gas DE 300